# Nelson Eddy
Nelson Ackerman Eddy (29. juni 1901 – 6. marts 1967) var en amerikansk sanger og skuespiller. Eddy var operasanger, indtil Hollywood "opdagede" ham.
Hans medspiller i talrige film var sangerinden Jeanette MacDonald.
Nelson Eddy døde på scenen i 1967.